# إبراهيم عباس ياسين
إبراهيم عبّاس ياسين (1954) شاعر سوري. ولد في بصرى الشام من محافظة درعا من أسرة تنحدر من الجنوب اللبناني. درس في بصرى ثم في مدينة السويداء حيث تخرّج بشهادة دار المعلّمين. ثمّ درس في دمشق وتخرّج بجامعتها مجازًا في اللغة العربية. عمل معلّمًا في عدد من المدارس السوريّة. تفرّغ لاتحاد الكتاب العرب في درعا ورأس فرعه منذ 1991. له داوين شعرية عديدة ومؤلفات للأطفال.

## سيرته
ولد إبراهيم بن عبّاس بن ياسين سنة 1954 في بصرى الشام من أسرة متوسطة الحال تنحدر من الجنوب اللبناني. تلقى تعليمه الابتدائي والإعدادي في مدارسها وتخرج في دار المعلمين من مدينة السويداء 1975، ثم حصل على الإجازة العامة من قسم اللغة العربية وآدابها من جامعة دمشق.

عمل مدرّسًا في مدارس عدة محافظات سورية، وعمل رئيسًا لفرع اتحاد الكتاب العرب بدرعا منذ تفرغه عام 1991 إلى الآن. وهو عضو جمعية الشعر في اتحاد الكتاب العرب، وهيئة تحرير في مجلة الموقف الأدبي، واختير ليكون عضو شرف في اتحاد الكتاب الجزائريين. فاز بأكثر من جائزة للإبداع الشعري في سورية والوطن العربي منها جائزة مدحت عكاش وجائزة سعاد الصباح وجائزة ثقافة الطفل العربي في دولة الإمارات وكرمته جمعية الشعر في اتحاد الكتاب العرب في العام 2007 تقديراً لنتاجه الأدبي والإبداعي. 

## شعره
صرّح أنه بدأ كتابة الشعر وهو في المرحلة الثانوية، «حيث نظمتُ بعض القصائد الوجدانية، وقد شجعني كثيراً حينئذٍ الأديب والشاعر الأردني الراحل» تيسير سبول«، حيث كنت أتواصل معه من خلال برنامجه الإذاعي أدبنا الجديد، وقد أحاطني بكثيرٍ من الرعاية والاهتمام.» نظم الشعر بمختلف أنواعه المقفى والتفعيلية، قصيدة النثر، وموضوعاته يتناول في الشعر الوطني، الحب، الاجتماعي، وغيره، كما له أشعار للأطفال. 

## مؤلفاته
من دواوينه الشعرية:
- قصائد حب وغضب، 1980
- صلوات على شفاه خاطئة، 1983
- أناشيد لامرأة اسمها العاصفة، 1986
- ابتهالات سريّة لأعراص المطر، 1989
- شموس في المنفى، 1991
- الخروج من الزمن الميّت، 1992
- ماذا قال المطر للعصافير، شعر للأطفال، 1992
- براءات ، شعر للأطفال

## وصلات خارجية
- موقع أرشيف المجلات